# بيفرلي جونسون
بيفرلي جونسون (مواليد 13 أكتوبر 1952) ممثلة، عارضة أزياء، مغنية، وسيدة الأعمال، كانت بداية شهرتها عندما كانت أول عارضة أزياء أفريقية أمريكية تظهر على غلاف مجلة فوغ أغسطس عام 1974 فيما كانت دونيال لونا أول عارضة أزياء سوداء تظهر على غلاف مجلة فوغ البريطانية في عام 1966. في عام 1975 أصبحت جونسون أول امرأة سوداء تظهر على غلاف النسخة الفرنسية من إيل. في عام 2012 ، كان جونسون نجم المسلسل الواقعي منزل بيفرلي الممتلىء الذي تم بثه على شبكة أوبرا وينفري. صنفت صحيفة نيويورك تايمز جونسون كواحد من أكثر الشخصيات تأثيراً في الموضة في القرن العشرين في عام 2008.

## روابط خارجية
- BeverlyJohnson.com
- بيفرلي جونسون على موقع IMDb (الإنجليزية)
- بيفرلي جونسون على موقع ألو سيني (الفرنسية)
- بيفرلي جونسون على موقع ألو سيني (الفرنسية)
- بيفرلي جونسون على موقع أول موفي (الإنجليزية)
- بيفرلي جونسون على موقع قاعدة بيانات الأفلام السويدية (السويدية)
- بيفرلي جونسون على موقع إن إن دي بي (الإنجليزية)
- بيفرلي جونسون على موقع قاعدة بيانات الفيلم (الإنجليزية)
- بيفرلي جونسون على موقع كينوبويسك (الروسية)
- بيفرلي جونسون على موقع دليل عارضات الأزياء (الإنجليزية)
- بيفرلي جونسون على تيفيلاند.كوم